# 雨果·德卡
雨果·德卡（法語：Hugo Descat，1992年8月16日—），法国男子手球运动员。他曾代表法国参加2020年夏季奥林匹克运动会手球比赛，获得一枚金牌。他也在2021年世界男子手球锦标赛上获得第四名。

## 外部連結
- 頁面 （页面存档备份，存于）在LNH1級